# Eeva Kalli
Eeva Kalli, född 10 januari 1981 i Kiukais, är en finländsk politiker (Centern i Finland). Hon är ledamot av Finlands riksdag sedan 2019. Till utbildningen är Kalli magister i förvaltningsvetenskaper och ekonomie magister från Vasa universitet. Hon var verkställande direktör för Miltton Networks 2017–2019.
Kalli blev invald i riksdagsvalet 2019 med 6 717 röster från Satakunta valkrets.